# Hadena perdita
Hadena perdita är en fjärilsart som beskrevs av Bang-haas. Hadena perdita ingår i släktet Hadena och familjen nattflyn. Inga underarter finns listade i Catalogue of Life.